# Eyüp Sabri Paixà
Eyüp Sabri Paşa (mort a Istanbul, 1890) fou un escriptor otomà.
Va estudiar a l'escola naval i va obtenir el rang d'oficial de la marina, servint durant un temps al Hedjaz i al Iemen arribant al greu de contraalmirall. Fou enterrat a Istanbul.
Va escriure diverses obres històriques i descriptives sobre Aràbia les més importants de les quals són una descripció de la Meca i Medina anomenada Mirat al-Haramayn, publicada a Istanbul en tres volums entre 1883 i 1888, i una història dels wahhabites titulada Tarikh-i Wahhabiyyan publicada a Istanbul el 1878, que és la principal obra de referència pel wahhabisme. Va escriure també una biografia de Mahoma (Mahmud al-Siyar, Edirne 1871)